# 加文·洛夫格罗夫
加文·洛夫格罗夫（英語：Gavin Lovegrove，1967年10月21日—），新西兰男子田径运动员。他曾代表新西兰参加1986年、1990年和1994年英联邦运动会田径比赛，获得三枚铜牌，均来自男子标枪项目。